# 斯维尔德洛夫斯基 (莫斯科州)
斯维尔德洛夫斯基（羅馬化：Sverdlovskiy）是俄罗斯莫斯科州的市级镇，属州辖市洛西诺-彼得罗夫斯基市（城市区），地处莫斯科州中东部，在区行政中心洛西诺-彼得罗夫斯基西北、州府莫斯科东北方。奥卡河一支流克利亚济马河流经该镇。
该地2021年人口有15,133人；2010年人口6,763；2002年人口5,683；1989年人口6,127。